# Discografia de Dir en grey
A discografia de Dir en grey consiste em 10 álbuns de estúdio, 3 EPs, 6 compilações, 31 singles, 17 álbuns ao vivo e 7 vídeos.
Dir en grey é uma banda de metal japonesa formada em em fevereiro de 1997 por Kyo, Kaoru, Toshiya,  Die e Shinya. Após o lançamento de seu primeiro EP MISSA (1997), foram produzidos por Yoshiki (líder do X Japan). Com isso, alcançaram sucesso mainstream no Japão e desde então todos os seus álbuns figuraram no top 10 da Oricon Albums Chart e apenas Vulgar (2003), Withering to Death. (2005) e The Insulated World (2018) não alcançaram o top 5. A partir de 2005, a banda conseguiu se expandir internacionalmente e Withering to Death. foi o primeiro álbum a ranquear em paradas internacionais.

## Álbuns
| Título                                                                  | Detalhes                                                                               | Posição nas paradas         | Posição nas paradas     | Posição nas paradas           | Posição nas paradas            | Posição nas paradas              | Posição nas paradas |
| Título                                                                  | Detalhes                                                                               | Japão (Oricon Albums Chart) | Japão (Billboard Japan) | Finlândia (Musiikkituottajat) | Estados Unidos (Billboard 200) | Estados Unidos (Top Heatseekers) |                     |
| ----------------------------------------------------------------------- | -------------------------------------------------------------------------------------- | --------------------------- | ----------------------- | ----------------------------- | ------------------------------ | -------------------------------- | ------------------- |
| Gauze                                                                   | - Gravadora: East West Japan/Free-Will - Lançado: 28 de julho de 1999                  | 5                           | –                       | –                             | –                              | –                                |                     |
| MACABRE                                                                 | - Gravadora: Firewall/Sony Japan - Lançado: 20 de setembro de 2000                     | 4                           | –                       | –                             | –                              | –                                |                     |
| Kisō                                                                    | - Gravadora: Firewall/SMEJ - Lançado: 30 de janeiro de 2002                            | 3                           | –                       | –                             | –                              | –                                |                     |
| Vulgar                                                                  | - Gravadora: Firewall/SMEJ, Gan-Shin - Lançado: 10 de setembro de 2003                 | 6                           | –                       | –                             | –                              | –                                |                     |
| Withering to Death.                                                     | - Gravadora: Firewall/SMEJ, Gan-Shin, Warcon/Fontana - Lançado: 9 de março de 2005     | 8                           | 31                      | –                             | 42                             | –                                |                     |
| The Marrow of a Bone                                                    | - Gravadora: Firewall/SMEJ, Gan-Shin, Warcon/Fontana - Lançado: 7 de fevereiro de 2007 | 7                           | –                       | –                             | 8                              | 21                               |                     |
| Uroboros                                                                | - Gravadora: Firewall/SMEJ, Gan-Shin, The End - Lançado: 12 de novembro de 2008        | 4                           | –                       | 114                           | 1                              | 9                                |                     |
| Dum Spiro Spero                                                         | - Gravadora: Firewall/SMEJ, Okami, The End - Lançado: 2 de agosto de 2011              | 4                           | 40                      | 135                           | 2                              | 22                               |                     |
| Arche                                                                   | - Gravadora: Firewall/SMEJ, Okami - Lançado: 10 de dezembro de 2014                    | 4                           | –                       | –                             | –                              | –                                |                     |
| The Insulated World                                                     | - Gravadora: Firewall/SMEJ - Lançado: 26 de setembro de 2018                           | 6                           | –                       | –                             | –                              | –                                |                     |
| Phalaris                                                                | - Gravadora: Firewall/SMEJ - Lançado: 15 de junho de 2022                              | 5                           | –                       | –                             | –                              | –                                |                     |
| "—" indica que uma gravação não ranqueou ou não foi lançada neste país. |                                                                                        |                             |                         |                               |                                |                                  |                     |

## EPs
| Título         | Detalhes                                                        | Posição de pico |
| Título         | Detalhes                                                        | Oricon          |
| -------------- | --------------------------------------------------------------- | --------------- |
| MISSA          | - Gravadora: Free-Will - Lançado: 25 de julho de 1997           | 93              |
| Six Ugly       | - Gravadora: Firewall/SMEJ - Lançado: 3 de julho de 2002        | 9               |
| The Unraveling | - Gravadora: Firewall/SMEJ, Okami - Lançado: 3 de abril de 2013 | 3               |

## Álbuns ao vivo
- Mōsō Kakugaigeki (妄想格外劇, 7 de outubro de 1998)
- 1999.12.18 Ōsaka-jō Hall (16 de fevereiro de 2000)
- Tour 00⏩01 Macabre (25 de julho de 2001)
- Rettō Gekishin Angya Final 2003 5 Ugly Kingdom (21 de maio de 2003)
- Blitz 5 Days (3 de março de 2004)
- Tour 04 The Code of Vulgar[ism] (6 de novembro de 2004)
- Tour 05 It Withers and Withers (8 de maio de 2006)
- The Family Values Tour 2006 DVD (26 de dezembro de 2006)
- Despair in the Womb (February, 2007)
- In Weal or Woe (10 de fevereiro de 2008)
- A Knot Of (February 2, 2009)
- Tour 08 The Rose Trims Again (28 de abril de 2009)
- Tour 09 Feast of V Senses (September, 2009)
- Uroboros -With the Proof in the Name of Living...- At Nippon Budokan (26 de maio de 2010)
- Tour 2011 Age Quod Agis Vol.1 (Europe & Japan) (20 de junho de 2012)
- Tour 2011 Age Quod Agis Vol.2 (U.S. & Japan) (18 de julho de 2012)
- Tour 12-13 In Situ-Tabula Rasa (25 de setembro de 2013)
- Tour13 Ghoul (23 de abril de 2014)
- Dum Spiro Spero At Nippon Budokan (16 de julho de 2014)
- Tour14 Psychonnect -Mode Of “Gauze?”- (Setembro de 2014)
- Arche At Nippon Budokan (June 2016)
- Tour16-17 From Depression To ________ [Mode Of Vulgar] (Março de 2017)
- Tour16-17 From Depression To ________ [Mode Of Dum Spiro Spero] (Março de 2017)
- Tour16-17 From Depression To ________ [Mode Of Kisō] (Março de 2017)
- Tour16-17 From Depression To ________ [Mode Of Uroboros] (Setembro de 2017)
- Tour16-17 From Depression To ________ [Mode Of The Marrow Of A Bone] (Setembro de 2017)
- Tour16-17 From Depression To ________ [Mode Of Macabre] (Julho de 2018)
- Tour16-17 From Depression To ________ [Mode Of Withering To Death.] (Julho de 2018)
- Documentary Of Tour16-17 From Depression To ________ (Julho de 2018)
- From Depression To ________ [Mode Of 16-17] (Agosto de 2019)

## Singles
| Título | Ano  | Posição de pico | Posição de pico | Álbum                     |
| Título | Ano  | JPN             | FIN             | Álbum                     |
| --- | ---- | --------------- | --------------- | ------------------------- |
| "Jealous" | 1998 | 38              | –               | Não faz parte de um álbum |
| "-I'll-" | 1998 | 7               | –               | Não faz parte de um álbum |
| "Akuro no Oka" (アクロの丘)                                                                                     | 1999 | 7               | –               | Gauze                     |
| "Yurameki" (ゆらめき)                                                                                           | 1999 | 5               | –               | Gauze                     |
| "-Zan-" (残-ZAN-)                                                                                               | 1999 | 6               | –               | Gauze                     |
| "Cage" | 1999 | 8               | –               | Gauze                     |
| "Yokan" (予感)                                                                                                  | 1999 | 6               | –               | Gauze                     |
| "Myaku" (脈) | 2000 | 8               | –               | MACABRE                   |
| "[KR] Cube" | 2000 | 6               | –               | MACABRE                   |
| "Taiyō no Ao" (太陽の碧)                                                                                        | 2000 | 7               | –               | MACABRE                   |
| "Ain't Afraid to Die"                                                                                           | 2001 | 7               | –               | Não faz parte de um álbum |
| "Filth" | 2001 | 6               | –               | Kisō                      |
| "Jessica" | 2001 | 9               | –               | Kisō                      |
| "Embryo" | 2001 | 9               | –               | Kisō                      |
| "Child Prey" | 2002 | 8               | –               | Vulgar                    |
| "Drain Away" | 2003 | 8               | –               | Vulgar                    |
| "Kasumi" (かすみ)                                                                                               | 2003 | 7               | –               | Vulgar                    |
| "The Final" | 2004 | 9               | –               | Withering to Death.       |
| "Saku" (朔-saku-)                                                                                               | 2004 | 6               | –               | Withering to Death.       |
| "Clever Sleazoid"                                                                                               | 2005 | 10              | 15              | The Marrow of a Bone      |
| "Ryōjoku no Ame" (凌辱の雨)                                                                                     | 2006 | 8               | –               | The Marrow of a Bone      |
| "Agitated Screams of Maggots"                                                                                   | 2006 | 5               | –               | The Marrow of a Bone      |
| "Dozing Green"                                                                                                  | 2007 | 3               | –               | Uroboros                  |
| "Glass Skin" | 2008 | 6               | –               | Uroboros                  |
| "Hageshisa to, Kono Mune no Naka de Karamitsuita Shakunetsu no Yami" (激しさと、この胸の中で絡み付いた灼熱の闇) | 2009 | 2               | –               | Dum Spiro Spero           |
| "Lotus" | 2011 | 6               | –               | Dum Spiro Spero           |
| "Different Sense"                                                                                               | 2011 | 5               | –               | Dum Spiro Spero           |
| "Tsumi to Batsu" (蜜と唾)                                                                                       | 2011 | –               | –               | Não faz parte de um álbum |
| "Rinkaku" (輪郭)                                                                                                | 2012 | 4               | –               | Arche                     |
| "Sustain the Untruth"                                                                                           | 2014 | 6               | –               | Arche                     |
| "Utafumi" (詩踏み)                                                                                              | 2016 | 12              | –               | The Insulated World       |
| "Ningen o Kaburu" (人間を被る)                                                                                  | 2018 | 5               | –               | The Insulated World       |
| "The World of Mercy"                                                                                            | 2019 | 8               | –               | Não faz parte de um álbum |
| "Ochita Koto no Aru Sora" (落ちた事のある空)                                                                    | 2020 | –               | –               | Não faz parte de um álbum |
| "Oboro" (朧 )                                                                                                   | 2021 | 5               | –               | Não faz parte de um álbum |
| "—" indica que uma gravação não ranqueou ou não foi lançada neste país.                                         |      |                 |                 |                           |

## Compilações
- Behind the Mask, Volume 2 (25 de novembro de 1997)
- Kai (改 -Kai-) (22 de agosto de 2001)
- The Best of Taste of Chaos (24 de janeiro de 2006)
- The Family Values Tour 2006 CD (26 de dezembro de 2006)
- Decade 1998–2002 (19 de dezembro de 2007)
- Decade 2003–2007 (19 de dezembro de 2007)
- Romantist - The Stalin, Michiro Endo Tribute Album (9 de dezembro de 2010)
- Vestige of Scratches  (2 de janeiro de 2018)

## Vídeos
- Kaede ~If Trans...~ (「楓」～if trans･･･～, 15 de janeiro de 1998)
- Mōsō Tōkakugeki (妄想統覚劇, 7 de outubro de 1998)
- Gauze -62045- (17 de novembro de 1999)
- Kimon (鬼門, 20 de março de 2002)
- Average Fury (29 de junho de 2005)
- Average Psycho (27 de julho de 2005)
- Average Blasphemy (27 de outubro de 2009)
- Average Sorrow (1 de abril de 2015)
- Average Psycho 2 (2 de setembro de 2015)

### Álbuns de fotos
- Dir En Grey Yarouze (Dir en greyやろうぜ, 1999)
- Shikaku [A Dead Angle] (視覚 [A Dead Angle], 2000)
- Dragon Fly (2002)
- [xx] A Pilgrimage Capsizing the Islands 2002 Asia - The Japanese Fxxker Family (2002)
- Ware (我, 2002)
- UV Special: Dir En Grey The Manipulated Life (2005)
- Dir En Grey Yarouze Special (2006)
- Shankara (2008)
- Ouroboros (2010)
- Amon (2011)
- The Unwavering Fact of Tomorrow Tour 2010-2011 (2011)
- Overseas Documentary Greed (2012)
- Minerva -Rinkaku- (2012)
- Minerva -The Unraveling- (2013)
- Dir En Grey Players Book (2016)[13]